# Heino Susi
Heino Susi (Pseudonym Erik Virbsoo, * 27. Juli 1925 in Tallinn; † 3. Oktober 1987 in Ambler, Pennsylvania) war ein estnischer Schriftsteller.

## Leben
Susi lernte auf dem Jakob Westholmschen Gymnasium in Tallinn, das er 1943 in der letzten Klasse jedoch verließ, um sich der deutschen Einberufung – Estland war von 1941 bis 1944 von Deutschland besetzt – zu entziehen. Er floh nach Finnland und nahm dort in den Reihen der finnischen Armee am Fortsetzungskrieg teil. 1944 kehrte er mit seinem Regiment zurück nach Estland, geriet aber in deutsche Gefangenschaft und wurde an die schlesische Front geschickt. Das Ende des Krieges erlebte er in tschechischer, sowjetischer und amerikanischer Gefangenschaft.
1946 nahm er ein Chemie-Studium an der Baltischen Universität auf, 1950 schloss er die Technische Hochschule in Aachen ab und wanderte im selben Jahr in die Vereinigten Staaten aus, wo er an verschiedenen Universitäten weiterstudierte. 1952 erlangte er den Magistergrad, 1955 den Doktorgrad. Danach arbeitete er als Biochemiker an einem Forschungsinstitut des amerikanischen Landwirtschaftsministeriums.
Susi starb im Herbst 1987 in der Nähe von Philadelphia. Seine Asche wurde 1988 auf dem Waldfriedhof Tallinn beigesetzt.

## Werk
Susis Prosa schöpft ihren Stoff in erster Linie aus den eigenen Kriegserfahrungen. So beschreibt er in Über den Meerbusen seine Flucht nach Finnland sowie die Ausbildung in der finnischen Armee und seinen Einsatz auf der Karelischen Landenge. Die Knechte des Gehörnten hat das Schicksal von am Ende des Zweiten Weltkriegs fern ihrer Heimat kämpfenden Esten zum Thema.
Die Kritik hob seine lebhaften Dialoge und die Authentizität des Werkes hervor und nannte seine Bücher sowohl vom „Faktenmaterial als auch von der literarischen Umsetzung eine äußerst fesselnde Lektüre.“
Unter dem Pseudonym Erik Virbsoo veröffentlichte er auch populärwissenschaftliche Geschichtsbücher für Jugendliche.

## Auszeichnungen
- 1988 Henrik-Visnapuu-Preis

## Bibliografie
- Üle lahe. Viis lugu soomepoiste päevilt. Hall malev I ('Über den Meerbusen. Fünf Geschichten von den Finnland-Jungs. Die graue Truppe I'). Lund: Eesti Kirjanike Kooperatiiv 1974. 248 S.
- Kojutulek. Viis lugu soomepoiste päevilt. Hall malev II ('Über den Meerbusen. Fünf Geschichten von den Finnland-Jungs. Die graue Truppe II'). Lund: Eesti Kirjanike Kooperatiiv 1975. 215 S.
- Sarviku sulased [I]. Tõsieluromaan ('Die Knechte des Gehörnten I. Romans aus dem wahren Leben'). Lund: Eesti Kirjanike Kooperatiiv. 198 S.
- Sarviku sulased II. Tõsieluromaan ('Die Knechte des Gehörnten II. Romans aus dem wahren Leben'). Lund: Eesti Kirjanike Kooperatiiv. 239 S.

## Sekundärliteratur
- Olev Mikiver: Hall malev, in: Mana 53, 1984, S. 29–31.
- Paul-Eerik Rummo: In memoriam Heino Susi, in: Looming 12/1987, S. 1706–1707.
- Arvo-Eerik Naelapea: Eestimaa ajalugu ei lõpe. Kild Ristikivist, Susist ja eestlastest, in: Looming 8/1991, S. 1146–1148.